# Regreso a ti 3D
Regreso a ti 3D es el nombre del primer concierto-documental del cantante colombiano de rock cristiano Álex Campos. El álbum en vivo fue grabado en la Sala Ginastera del Teatro Argentino de La Plata en Buenos Aires, Argentina y fue lanzado al mercado el 13 de marzo de 2014 bajo el sello discográfico CanZion.
El álbum se caracteriza por una recopilación de sus canciones a ritmo del rock y pop con ritmos folclóricos. De este álbum, se desprenden algunos sencillos como: «Al taller del Maestro», «Lenguaje de amor», «Bajo el sol» y «Regreso a ti» entre otros conocidos. Además, cuenta con la participación de Sara Borraez.

## Producción y documental
Este álbum presenta una recopilación de las canciones de Álex Campos, donde predominan los ritmos de rock, fusionados con algunos ritmos colombianos y tropicales. Además, cuenta con la participación de Sara Borraez, la participación especial del productor y músico Kiko Cibrián.
Dentro de la actuación especial en el documental, cuenta con la participación de Marcos Witt, Nathalia Campos, y la banda de Álex Campos.
En cuanto a la producción filmográfica, el proyecto se desarrolla con las historias de vida de Alex y su familia, hacia las historias que están detrás de las canciones que ha ganado el corazón de la juventud de habla hispana. Por otro lado, el documental cuenta la historia de una conmovedora carta que recibió el cantante y terminó en una visita a la cárcel de Olmos, uno de los centros penitenciarios más grandes de Buenos Aires. Además, el documental y el concierto fue filmado en sitios de Colombia y Argentina con tecnología 3D.
Con respecto al trabajo discográfico, el repertorio de Álex Campos son canciones del disco anterior Regreso a ti y otras de anteriores álbumes. El álbum incluye las canciones «Regreso a ti», además de temas como «Vives tú y vivo yo», «No tiene prisa» y «Bajo el sol» entre otros, mientras que, están canciones de sus anteriores discos como «Lenguaje de amor», «¿Qué pasa?» y «Al taller del Maestro» y otras provenientes de colaboraciones con otros cantantes como «Te alabaré» y «Amor eterno».

## Lista de canciones
| CD  |                                   |          |  |
| N.º | Título                            | Duración |  |
| 1.  | «Lenguaje de amor»                | 5:49     |  |
| 2.  | «Me veo y te veo»                 | 3:43     |  |
| 3.  | «Te alabaré»                      | 4:37     |  |
| 4.  | «Regreso a ti» (con Sara Borraez) | 4:00     |  |
| 5.  | «Este muerto no llevo más»        | 3:50     |  |
| 6.  | «Vives tú y vivo yo»              | 6:34     |  |
| 7.  | «Soy quien soy»                   | 4:42     |  |
| 8.  | «Elí Elí»                         | 3:51     |  |
| 9.  | «Entregarme todo»                 | 4:09     |  |
| 10. | «Bajo el sol»                     | 5:11     |  |
| 11. | «No tiene prisa»                  | 6:12     |  |
| 12. | «Amor eterno»                     | 3:55     |  |
| 13. | «Al taller del Maestro»           | 9:16     |  |

| DVD - Blu-Ray |                                                                      |          |  |
| N.º           | Título                                                               | Duración |  |
| 1.            | «Lenguaje de amor»                                                   | 5:49     |  |
| 2.            | «Me veo y te veo»                                                    | 3:43     |  |
| 3.            | «Dije adiós»                                                         | 3:36     |  |
| 4.            | «¿Qué pasa?»                                                         | 5:50     |  |
| 5.            | «Mil palabritas»                                                     | 4:30     |  |
| 6.            | «Te alabaré» (Contenido adicional en Blu-Ray y en DVD)               | 4:37     |  |
| 7.            | «Es el amor»                                                         | 4:00     |  |
| 8.            | «Este muerto no llevo más» (Contenido adicional en Blu-Ray y en DVD) | 3:50     |  |
| 9.            | «No tiene prisa»                                                     | 6:12     |  |
| 10.           | «Soy quien soy»                                                      | 4:42     |  |
| 11.           | «Elí Elí»                                                            | 3:51     |  |
| 12.           | «Entregarme todo»                                                    | 4:09     |  |
| 13.           | «Bajo el sol»                                                        | 5:11     |  |
| 14.           | «Bendita mujercita»                                                  |          |  |
| 15.           | «Vives tú y vivo yo»                                                 | 6:34     |  |
| 16.           | «Amor eterno»                                                        | 3:55     |  |
| 17.           | «Regreso a ti» (con Sara Borraez)                                    | 4:00     |  |
| 18.           | «Al taller del Maestro»                                              | 9:16     |  |